# Thiago Dombroski
Thiago Dombroski Moreira (Curitiba, 20 giugno 2002) è un calciatore brasiliano, difensore del Nieciecza.

## Carriera
Dombroski è entrato a far parte del settore giovanile del Coritiba nel 2015 all'età di dodici anni. Il 1º maggio 2021 è stato prestato al San Paolo per due stagioni con opzione di riscatto. Nel dicembre 2021 ha lasciato il club Paulista ed il 30 gennaio 2022 è stato prestato al Portuguesa Santista fino a marzo dello stesso anno. L'11 gennaio 2023 ha raggiunto in prestito l'Azuriz per disputare il Campionato Paranaense.
Rientrato a Curitiba, ha rinnovato il proprio contratto fino al 2026 ed è stato confermato in rosa per l'imminente edizione di Série A, competizione dove ha debuttato l'11 maggio 2023 contro il Vasco da Gama.

## Statistiche

### Presenze e reti nei club
Statistiche aggiornate al 15 settembre 2023.
| Stagione        | Squadra             | Campionato      | Campionato | Campionato | Coppe nazionali | Coppe nazionali | Coppe nazionali | Coppe continentali | Coppe continentali | Coppe continentali | Altre coppe | Altre coppe | Altre coppe | Totale | Totale | Totale |
| Stagione        | Squadra             | Comp            | Pres       | Reti       | Comp            | Pres            | Reti            | Comp               | Pres               | Reti               | Comp        | Pres        | Reti        | Pres   | Reti   |        |
| --------------- | ------------------- | --------------- | ---------- | ---------- | --------------- | --------------- | --------------- | ------------------ | ------------------ | ------------------ | ----------- | ----------- | ----------- | ------ | ------ | ------ |
| 2022            | Portuguesa Santista | A2/SP           | 11         | 1          |                 | -               | -               |                    | -                  | -                  |             | -           | -           | 11     | 1      |        |
| 2023            | Azuriz              | A1/PR           | 8          | 0          |                 | -               | -               |                    | -                  | -                  |             | -           | -           | 8      | 0      |        |
| 2023            | Coritiba            | A1/PR+A         | 0+5        | 2+0        | CB              | 0               | 0               |                    | -                  | -                  |             | -           | -           | 5      | 0      |        |
| Totale carriera | Totale carriera     | Totale carriera | 24         | 1          |                 | 0               | 0               |                    | -                  | -                  |             | -           | -           | 24     | 1      |        |